# WTC Cortlandt (Broadway-Seventh Avenue Line)

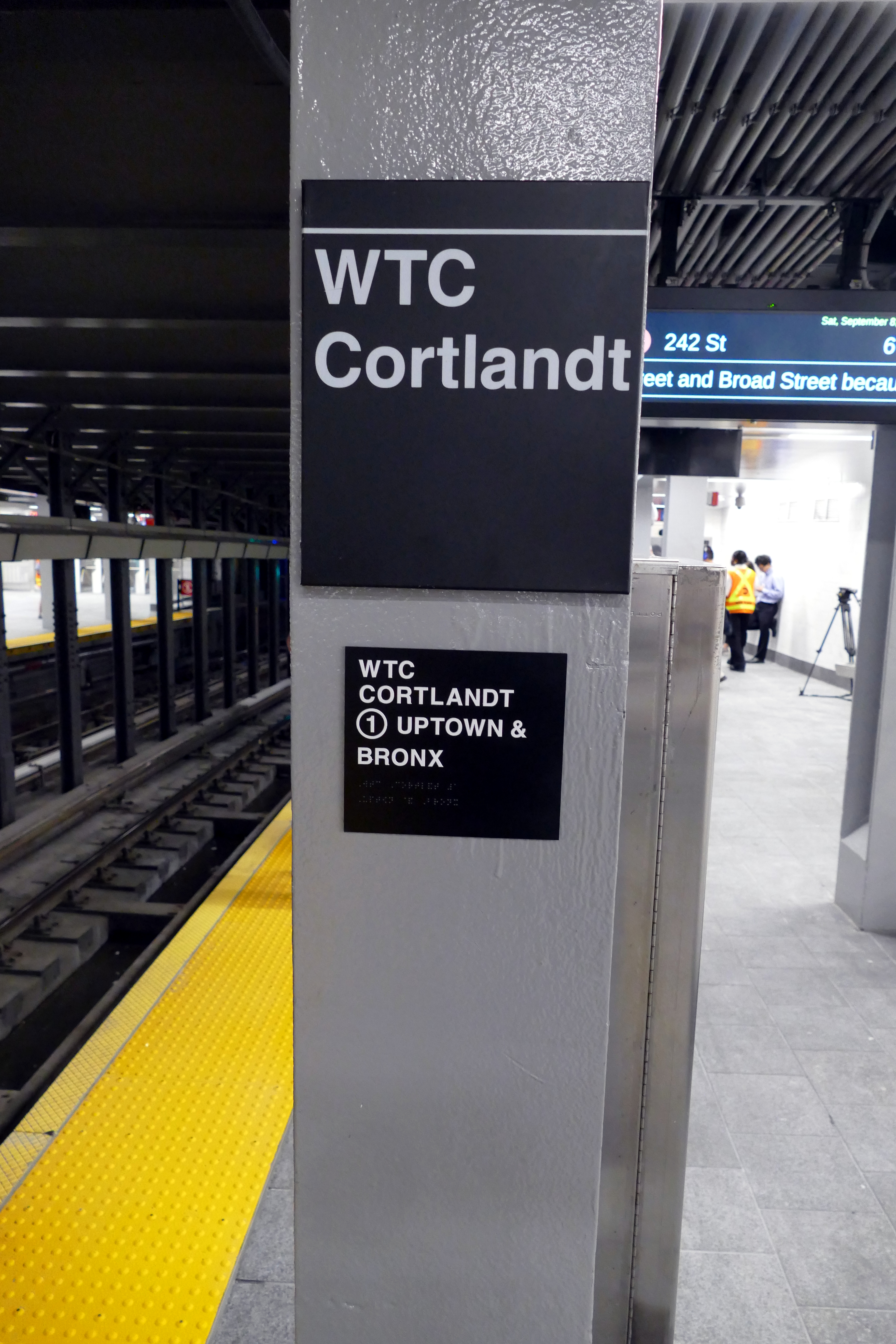

WTC Cortlandt, voor de heropening in 2018 Cortlandt Street, is een station van de metro in New York.
Het station is onderdeel van de New Yorkse metrolijn 1 en werd in gebruik genomen op 1 juli 1918. Het is genoemd naar de voorheen bovenliggende Cortlandt Street waarop eind jaren zestig het World Trade Center werd gebouwd. De straat (en het station) zijn een eerbetoon aan de Nederlandse immigrant Oloff Stevensen van Cortlandt, die zich in Nieuw-Amsterdam vestigde in 1637, er een rijk brouwer en vooraanstaand burger werd, en burgemeester van de nederzetting van 1655 tot 1666. Zijn oudste zoon Stephanus Van Cortlandt werd de eerste in de stad geboren burgemeester van New York, en ook zijn andere zoon Jacobus Van Cortlandt was burgemeester van de stad. Oloff Stevensen van Cortlandt stierf als miljonair op 4 april 1684. De straat lag waar het land van Van Cortlandt lag.
Als gevolg van het instorten van het World Trade Center na de aanslagen op 11 september 2001 werd het station verwoest en was het toe aan wederopbouw. Het traject ten zuiden van Cortlandt Street (tussen Rector Street en South Ferry) werd in het eerste jaar na de aanslag niet bediend. Op 15 september 2002 werd het traject ten zuiden van het station geopend en werd een dienst ingezet die tussen Chambers Street en Rector Street reed en daarna verder naar South Ferry.
17 jaar na de aanslag heropende op 8 september 2018 het station dat zwaar beschadigd werd door de aanslag. Het station was verpulverd door stalen balken die van hoogtes van 200 meter zich door het plafond boorden. De herstelling kostte 180 miljoen dollar, drie maal hoger dan oorspronkelijk geraamd. In het vernieuwde station werd de toegang voor reizigers met een beperking sterk verbeterd. Ann Hamilton ontwierp als stationsdecoratie een mozaïek met woorden uit de Amerikaanse Onafhankelijkheidsverklaring.
Het station biedt de mogelijkheid tot overstap op PATH via de nabijgelegen World Trade Center Transportation Hub.
Van noord naar zuid:
Van Cortlandt Park-242nd Street · 
238th Street · 
231st Street · 
Marble Hill-225th Street · 
215th Street · 
207th Street · 
Dyckman Street · 
191st Street · 
181st Street · 
168th Street · 
157th Street · 
145th Street · 
137th Street-City College · 
125th Street · 
116th Street-Columbia University · 
110th Street-Cathedral Parkway · 
103rd Street · 
96th Street ·
86th Street · 
79th Street · 
72nd Street · 
66th Street-Lincoln Center · 
59th Street-Columbus Circle · 
50th Street · 
Times Square-42nd Street · 
34th Street-Penn Station · 
28th Street · 
23rd Street · 
18th Street · 
14th Street · 
Christopher Street-Sheridan Square · 
Houston Street · 
Canal Street · 
Franklin Street · 
Chambers Street · 
WTC Cortlandt · 
Rector Street · 
South Ferry